# إيفان يركوفيتش
إيفان يركوفيتش هو لاعب كرة قدم روسي، ولد في 13 يناير 1979. لعب مع بروناي دي بي إم إم ونادي واريورز.

## وصلات خارجية
- إيفان يركوفيتش على موقع قاعدة بيانات كرة القدم.إي يو (الإنجليزية)
- إيفان يركوفيتش على موقع Soccerway.com (الإنجليزية)
- إيفان يركوفيتش على موقع عالم كرة القدم.نت (الإنجليزية)